# Daniel Jervis
Daniel Jervis (ur. 9 czerwca 1996 w Swansea) – walijski pływak specjalizujący się w stylu dowolnym, dwukrotny medalista igrzysk Wspólnoty Narodów.

## Kariera
W 2014 roku na igrzyskach Wspólnoty Narodów w Glasgow zdobył brązowy medal na dystansie 1500 m stylem dowolnym, uzyskawszy czas 14:55,33 min.
Trzy lata później, reprezentował Wielką Brytanię podczas mistrzostw świata w Budapeszcie i w konkurencji 1500 m stylem dowolnym zajął 18. miejsce (15:07,97 min).
Na igrzyskach Wspólnoty Narodów w Gold Coast w 2018 roku na dystansie 1500 m stylem dowolnym z czasem 14:48,67 min wywalczył srebrny medal. 